# Італія на зимових Олімпійських іграх 2014
Італія на зимових Олімпійських іграх 2014 року у Сочі була представлена 113 спортсменами у 13 видах спорту. Прапороносцем на церемонії відкриття став саночник Армін Цеггелер, а на церемонії закриття — шорт-трекістка Аріанна Фонтана. Італійські спортсмени здобули 2 срібні та 8 бронзових медалей, що дозволило їм посісти 22-е загальнокоманде місце.

## Медалісти
| Медалі | Спортсмени                                                     | Вид спорту          | Дисципліна                  |
| ------ | -------------------------------------------------------------- | ------------------- | --------------------------- |
| Срібло | Крістоф Іннергофер                                             | Гірськолижний спорт | швидкісний спуск (чоловіки) |
| Срібло | Аріанна Фонтана                                                | Шорт-трек           | 500 метрів (жінки)          |
| Бронза | Армін Цеггелер                                                 | Санний спорт        | одиночки (чоловіки)         |
| Бронза | Крістоф Іннергофер                                             | Гірськолижний спорт | комбінація (чоловіки)       |
| Бронза | Аріанна Фонтана                                                | Шорт-трек           | 1500 метрів (жінки)         |
| Бронза | Аріанна Фонтана Лучія Перетті Мартіна Вальчепіна Елена Вів'яні | Шорт-трек           | естафета (жінки)            |
| Бронза | Доротея Вірер Карін Обергофер Домінік Віндіш Лукас Гофер       | Біатлон             | естафета (змішана)          |
| Бронза | Аріанна Фонтана                                                | Фігурне катання     | одиночні змагання (жінки)   |

## Біатлон
| Спортсмен                                                    | Дисципліна                       | Час           | Промахи       | Місце         |
| ------------------------------------------------------------ | -------------------------------- | ------------- | ------------- | ------------- |
| Крістіан Де Лоренці                                          | спринт, чоловіки                 | 26:25.4       | 2 (1+1)       | 47            |
| Крістіан Де Лоренці                                          | гонка переслідування, чоловіки   | 36:58.2       | 2 (1+1+0+0)   | 42            |
| Крістіан Де Лоренці                                          | індивідуальні перегони, чоловіки | 53:13.1       | 2 (1+0+0+1)   | 31            |
| Лукас Гофер                                                  | спринт, чоловіки                 | 25:08.8       | 1 (0+1)       | 12            |
| Лукас Гофер                                                  | гонка переслідування, чоловіки   | 34:53.1       | 2 (1+0+0+1)   | 17            |
| Лукас Гофер                                                  | індивідуальні перегони, чоловіки | 51:34.6       | 2 (0+1+0+1)   | 14            |
| Лукас Гофер                                                  | мас-старт, чоловіки              | не фінішував  | 4 (2+2+0)     | не фінішував  |
| Домінік Віндіш                                               | спринт, чоловіки                 | 25:07.6       | 1 (1+0)       | 11            |
| Домінік Віндіш                                               | гонка переслідування, чоловіки   | 35:40.0       | 4 (1+0+2+1)   | 25            |
| Домінік Віндіш                                               | індивідуальні перегони, чоловіки | 56:31.4       | 6 (1+1+1+3)   | 65            |
| Домінік Віндіш                                               | мас-старт, чоловіки              | 45:28.4       | 5 (1+1+3+0)   | 25            |
| Маркус Віндіш                                                | спринт, чоловіки                 | 28:14.4       | 2 (1+1)       | 81            |
| Маркус Віндіш                                                | індивідуальні перегони, чоловіки | 57:18.5       | 4 (0+2+1+1)   | 71            |
| Крістіан Де Лоренці Лукас Гофер Домінік Віндіш Маркус Віндіш | естафета, чоловіки               | 1:13:15.5     | 11 (0+11)     | 5             |
| Ніколь Гонтьє                                                | спринт, жінки                    | 23:26.3       | 4 (1+3)       | 54            |
| Ніколь Гонтьє                                                | гонка переслідування, жінки      | 34:37.5       | 6 (2+2+0+2)   | 49            |
| Ніколь Гонтьє                                                | індивідуальні перегони, жінки    | 49:51.2       | 4 (0+1+2+1)   | 45            |
| Карін Обергофер                                              | спринт, жінки                    | 21:34.7       | 0 (0+0)       | 4             |
| Карін Обергофер                                              | гонка переслідування, жінки      | 30:37.8       | 1 (0+0+1+0)   | 8             |
| Карін Обергофер                                              | індивідуальні перегони, жінки    | 46:46.6       | 2 (0+0+0+2)   | 14            |
| Карін Обергофер                                              | мас-старт, жінки                 | 37:03.6       | 2 (0+0+1+1)   | 13            |
| Мікела Понца                                                 | спринт, жінки                    | 22:47.0       | 0 (0+0)       | 38            |
| Мікела Понца                                                 | гонка переслідування, жінки      | 34:36.4       | 3 (1+1+0+1)   | 48            |
| Алексія Рунггальдір                                          | індивідуальні перегони, жінки    | 49:35.6       | 1 (1+0+0+0)   | 43            |
| Доротея Вірер                                                | спринт, жінки                    | 21:37.4       | 0 (0+0)       | 6             |
| Доротея Вірер                                                | гонка переслідування, жінки      | 31:03.2       | 2 (0+0+2+0)   | 17            |
| Доротея Вірер                                                | індивідуальні перегони, жінки    | не стартувала | не стартувала | не стартувала |
| Доротея Вірер                                                | мас-старт, жінки                 | 38:37.4       | 3 (1+2+0+0)   | 25            |
| Ніколь Гонтьє Карін Обергофер Мікела Понца Доротея Вірер     | естафета, жінки                  | 1:11:43.3     | 10 (1+9)      | 6             |
| Лукас Гофер Карін Обергофер Доротея Вірер Домінік Віндіш     | змішана естафета                 | 1:10:15.2     | 6 (0+6)       | 3             |

## Бобслей
| Спортсмен                                                        | Дисципліна | 1-й заїзд | 1-й заїзд | 2-й заїзд | 2-й заїзд | 3-й заїзд | 3-й заїзд | 4-й заїзд | 4-й заїзд | Сума    | Сума  |
| Спортсмен                                                        | Дисципліна | Час       | Місце     | Час       | Місце     | Час       | Місце     | Час       | Місце     | Час     | Місце |
| ---------------------------------------------------------------- | ---------- | --------- | --------- | --------- | --------- | --------- | --------- | --------- | --------- | ------- | ----- |
| Сімоне Бертаццо* Сімоне Фонтана                                  | двійки     | 57.06     | 15        | 57.02     | 13        | 56.90     | 13        | 56.84     | =10       | 3:47.82 | 14    |
| Сімоне Бертаццо* Франческо Коста Сімоне Фонтана Самуеле Романіні | четвірки   | 55.78     | 17        | 55.73     | 19        | 56.06     | =19       | 55.88     | =17       | 3:43.45 | 18    |

* ведучий

## Гірськолижний спорт
| Спортсмен           | Дисципліна                   | 1-й спуск     | 1-й спуск     | 2-й спуск     | 2-й спуск     | Сума          | Сума          |
| Спортсмен           | Дисципліна                   | Час           | Місце         | Час           | Місце         | Час           | Місце         |
| ------------------- | ---------------------------- | ------------- | ------------- | ------------- | ------------- | ------------- | ------------- |
| Лука Де Аліпрандіні | гігантський слалом, чоловіки | 1:23.08       | 19            | 1:23.83       | 7             | 2:46.91       | 11            |
| Петер Філл          | швидкісний спуск, чоловіки   | Н/Д           | Н/Д           | Н/Д           | Н/Д           | 2:06.72       | 7             |
| Петер Філл          | супергігант, чоловіки        | Н/Д           | Н/Д           | Н/Д           | Н/Д           | 1:18.85       | 8             |
| Петер Філл          | комбінація, чоловіки         | 1:54.98       | 15            | не фінішував  | не фінішував  | не фінішував  | не фінішував  |
| Стефано Гросс       | слалом, чоловіки             | 47.45         | =3            | 55.27         | 7             | 1:42.72       | =4            |
| Вернер Гіл          | швидкісний спуск, чоловіки   | Н/Д           | Н/Д           | Н/Д           | Н/Д           | 2:07.16       | 12            |
| Вернер Гіл          | супергігант, чоловіки        | Н/Д           | Н/Д           | Н/Д           | Н/Д           | 1:19.74       | =17           |
| Крістоф Іннергофер  | швидкісний спуск, чоловіки   | Н/Д           | Н/Д           | Н/Д           | Н/Д           | 2:06.29       | 2             |
| Крістоф Іннергофер  | супергігант, чоловіки        | Н/Д           | Н/Д           | Н/Д           | Н/Д           | не фінішував  | не фінішував  |
| Крістоф Іннергофер  | комбінація, чоловіки         | 1:54.30       | 8             | 51.37         | =3            | 2:45.67       | 3             |
| Манфред Мельгг      | гігантський слалом, чоловіки | 1:22.93       | 17            | не фінішував  | не фінішував  | не фінішував  | не фінішував  |
| Манфред Мельгг      | слалом, чоловіки             | 48.38         | =12           | не фінішував  | не фінішував  | не фінішував  | не фінішував  |
| Роберто Нані        | гігантський слалом, чоловіки | 1:22.65       | 12            | не фінішував  | не фінішував  | не фінішував  | не фінішував  |
| Домінік Паріс       | швидкісний спуск, чоловіки   | Н/Д           | Н/Д           | Н/Д           | Н/Д           | 2:07.13       | 11            |
| Домінік Паріс       | супергігант, чоловіки        | Н/Д           | Н/Д           | Н/Д           | Н/Д           | 1:19.70       | 16            |
| Домінік Паріс       | комбінація, чоловіки         | 1:54.46       | 10            | 54.99         | 22            | 2:49.45       | 19            |
| Джульяно Раццолі    | слалом, чоловіки             | 48.50         | 16            | не фінішував  | не фінішував  | не фінішував  | не фінішував  |
| Давіде Сімончеллі   | гігантський слалом, чоловіки | 1:22.35       | 3             | 1:25.00       | 23            | 2:47.35       | 17            |
| Патрік Талер        | слалом, чоловіки             | не фінішував  | не фінішував  | не фінішував  | не фінішував  | не фінішував  | не фінішував  |
| Федеріка Бріньоне   | гігантський слалом, жінки    | не фінішувала | не фінішувала | не фінішувала | не фінішувала | не фінішувала | не фінішувала |
| Федеріка Бріньоне   | слалом, жінки                | 56.98         | 22            | не фінішувала | не фінішувала | не фінішувала | не фінішувала |
| Федеріка Бріньоне   | комбінація, жінки            | 1:45.68       | 22            | 51.94         | 9             | 2:37.62       | 11            |
| К'яра Костацца      | слалом, жінки                | 57.32         | 25            | не фінішувала | не фінішувала | не фінішувала | не фінішувала |
| Елена Фанкіні       | швидкісний спуск, жінки      | Н/Д           | Н/Д           | Н/Д           | Н/Д           | 1:42.70       | 12            |
| Елена Фанкіні       | комбінація, жінки            | 1:44.45       | 14            | не стартувала | не стартувала | не стартувала | не стартувала |
| Надя Фанкіні        | швидкісний спуск, жінки      | Н/Д           | Н/Д           | Н/Д           | Н/Д           | 1:43.48       | 22            |
| Надя Фанкіні        | супергігант, жінки           | Н/Д           | Н/Д           | Н/Д           | Н/Д           | 1:27.20       | 10            |
| Надя Фанкіні        | гігантський слалом, жінки    | 1:18.53       | 3             | 1:18.72       | 7             | 2:37.25       | 4             |
| Деніз Карбон        | гігантський слалом, жінки    | 1:19.49       | 8             | не фінішувала | не фінішувала | не фінішувала | не фінішувала |
| Франческа Марсалья  | супергігант, жінки           | Н/Д           | Н/Д           | Н/Д           | Н/Д           | не фінішувала | не фінішувала |
| Франческа Марсалья  | комбінація, жінки            | 1:43.96       | 9             | не фінішувала | не фінішувала | не фінішувала | не фінішувала |
| Франческа Марсалья  | гігантський слалом, жінки    | 1:21.63       | 26            | 1:18.29       | 4             | 2:39.92       | 16            |
| Даніела Мерігетті   | швидкісний спуск, жінки      | Н/Д           | Н/Д           | Н/Д           | Н/Д           | 1:41.84       | 4             |
| Даніела Мерігетті   | супергігант, жінки           | Н/Д           | Н/Д           | Н/Д           | Н/Д           | не фінішувала | не фінішувала |
| Даніела Мерігетті   | комбінація, жінки            | 1:44.64       | 15            | не стартувала | не стартувала | не стартувала | не стартувала |
| Верена Штуффер      | швидкісний спуск, жінки      | Н/Д           | Н/Д           | Н/Д           | Н/Д           | 1:42.75       | 14            |
| Верена Штуффер      | супергігант, жінки           | Н/Д           | Н/Д           | Н/Д           | Н/Д           | 1:27.52       | =11           |

## Ковзанярський спорт
Чоловіки
| Дистанція | Спортсмен           | Заїзд 1 | Заїзд 1 | Заїзд 2 | Заїзд 2 | Фінал   | Фінал |
| Дистанція | Спортсмен           | Час     | Місце   | Час     | Місце   | Час     | Місце |
| --------- | ------------------- | ------- | ------- | ------- | ------- | ------- | ----- |
| 500 м     | Мірко Джакомо Ненці | 35.56   | 29      | 35.51   | 25      | 71.07   | 28    |
| 500 м     | Давид Боза          | 35.63   | 32      | 35.64   | 31      | 71.28   | 31    |
| 1000 м    | Мірко Джакомо Ненці | —       | —       | —       | —       | 1:10.32 | 25    |
| 5000 м    | Андреа Джованніні   | —       | —       | —       | —       | 6:30.84 | 17    |

Жінки
| Дистанція | Спортсмен               | Заїзд 1 | Заїзд 1 | Заїзд 2 | Заїзд 2 | Фінал   | Фінал |
| Дистанція | Спортсмен               | Час     | Місце   | Час     | Місце   | Час     | Місце |
| --------- | ----------------------- | ------- | ------- | ------- | ------- | ------- | ----- |
| 500 м     | Івонн Далдоссі          | 39.30   | 29      | 39.34   | 31      | 78.64   | 30    |
| 3000 м    | Франческа Лоллобриджида | —       | —       | —       | —       | 4:16.43 | 22    |

## Лижне двоборство
| Спортсмен                                                     | Дисципліна                        | Стрибки з трампліна | Стрибки з трампліна | Стрибки з трампліна | Лижні перегони | Лижні перегони | Загалом | Загалом |
| Спортсмен                                                     | Дисципліна                        | Відстань            | Бали                | Місце               | Час            | Місце          | Час     | Місце   |
| ------------------------------------------------------------- | --------------------------------- | ------------------- | ------------------- | ------------------- | -------------- | -------------- | ------- | ------- |
| Армін Бауер                                                   | нормальний трамплін/10 км         | 92.5                | 107.3               | 35                  | 23:19.7        | 7              | 24:56.7 | 11      |
| Армін Бауер                                                   | великий трамплін/10 км            | 115.0               | 91.4                | 41                  | 22:23.5        | 3              | 24:53.5 | 23      |
| Самуель Коста                                                 | нормальний трамплін/10 км         | 91.0                | 106.1               | 40                  | 24:31.2        | 28             | 26:13.2 | 30      |
| Джузеппе Мікіеллі                                             | великий трамплін/10 км            | 114.5               | 89.1                | 44                  | 24:16.9        | 38             | 26:56.9 | 41      |
| Алессандро Піттін                                             | нормальний трамплін/10 км         | 94.5                | 113.4               | 25                  | 22:47.5        | 1              | 23:59.5 | 4       |
| Алессандро Піттін                                             | великий трамплін/10 км            | 119.5               | 93.2                | 39                  | 22:20.5        | 1              | 24:43.5 | 18      |
| Лукас Рунггальдьє                                             | нормальний трамплін/10 км         | 97.0                | 115.7               | 21                  | 23:06.9        | 3              | 24:09.9 | 7       |
| Лукас Рунггальдьє                                             | великий трамплін/10 км            | 112.5               | 86.8                | 46                  | 22:44.0        | 11             | 25:33.0 | 28      |
| Армін Бауер Самуель Коста Алессандро Піттін Лукас Рунггальдьє | командний великий трамплін/4×5 км | 459.0               | 383.9               | 9                   | 47:54.7        | 8              | 50:04.7 | 8       |

## Лижні перегони
Дистанційні перегони
| Спортсмен                                                                  | Дисципліна                       | Класичний стиль | Класичний стиль | Вільний стиль | Вільний стиль | Фінал     | Фінал       | Фінал |
| Спортсмен                                                                  | Дисципліна                       | Час             | Місце           | Час           | Місце         | Час       | Відставання | Місце |
| -------------------------------------------------------------------------- | -------------------------------- | --------------- | --------------- | ------------- | ------------- | --------- | ----------- | ----- |
| Роланд Клара                                                               | 30 км скіатлон, чоловіки         | 37:19.9         | 38              | 33:04.3       | 26            | 1:10:56.3 | +2:40.9     | 30    |
| Роланд Клара                                                               | 50 км вільним стилем, чоловіки   | Н/Д             | Н/Д             | Н/Д           | Н/Д           | 1:47:28.6 | +33.4       | 11    |
| Франческо де Фабіані                                                       | 15 км класичним стилем, чоловіки | Н/Д             | Н/Д             | Н/Д           | Н/Д           | 41:00.8   | +2:31.1     | 30    |
| Франческо де Фабіані                                                       | 30 км скіатлон, чоловіки         | 36:37.6         | 22              | 32:59.6       | 22            | 1:10:10.7 | +1:55.3     | 22    |
| Франческо де Фабіані                                                       | 50 км вільним стилем, чоловіки   | Н/Д             | Н/Д             | Н/Д           | Н/Д           | 1:47:51.8 | +56.6       | 25    |
| Джорджо Ді Чента                                                           | 30 км скіатлон, чоловіки         | 36:02.6         | 8               | 32:11.1       | 14            | 1:08:43.7 | +28.3       | 12    |
| Давід Гофер                                                                | 50 км вільним стилем, чоловіки   | Н/Д             | Н/Д             | Н/Д           | Н/Д           | 1:47:35.7 | +40.5       | 16    |
| Дітмар Неклер                                                              | 15 км класичним стилем, чоловіки | Н/Д             | Н/Д             | Н/Д           | Н/Д           | 41:11.9   | +2:42.2     | 32    |
| Фабіо Пасіні                                                               | 15 км класичним стилем, чоловіки | Н/Д             | Н/Д             | Н/Д           | Н/Д           | 41:20.1   | +2:50.4     | 36    |
| Маттіа Пелегрін                                                            | 15 км класичним стилем, чоловіки | Н/Д             | Н/Д             | Н/Д           | Н/Д           | 42:42.3   | +4:12.6     | 48    |
| Роланд Клара Джорджо Ді Чента Давід Гофер Дітмар Неклер                    | естафета 4×10 км, чоловіки       | Н/Д             | Н/Д             | Н/Д           | Н/Д           | 1:30:04.7 | +1:22.7     | 5     |
| Дебора Агрейтер                                                            | 15 км скіатлон, жінки            | 20:25.4         | 40              | 20:04.9       | 21            | 41:04.8   | +2:31.2     | 30    |
| Дебора Агрейтер                                                            | 30 км вільним стилем, жінки      | Н/Д             | Н/Д             | Н/Д           | Н/Д           | 1:12:58.5 | +1:53.3     | 13    |
| Еліза Брокард                                                              | 10 км класичним стилем, жінки    | Н/Д             | Н/Д             | Н/Д           | Н/Д           | 31:28.0   | +3:10.2     | 40    |
| Еліза Брокард                                                              | 15 км скіатлон, жінки            | 20:20.3         | 36              | 20:18.0       | 30            | 41:12.6   | +2:39.0     | 32    |
| Еліза Брокард                                                              | 30 км вільним стилем, жінки      | Н/Д             | Н/Д             | Н/Д           | Н/Д           | 1:12:42.0 | +1:36.8     | 13    |
| Іларія Дебертоліс                                                          | 30 км вільним стилем, жінки      | Н/Д             | Н/Д             | Н/Д           | Н/Д           | 1:20:22.2 | +9:17.0     | 44    |
| Вірджинія Де Мартін Топранін                                               | 15 км скіатлон, жінки            | 20:19.8         | 35              | 21:19.8       | 42            | 42:17.6   | +3:44.0     | 44    |
| Марина Піллер                                                              | 10 км класичним стилем, жінки    | Н/Д             | Н/Д             | Н/Д           | Н/Д           | 31:07.6   | +2:49.8     | 36    |
| Марина Піллер                                                              | 15 км скіатлон, жінки            | 19:54.7         | 19              | 19:36.1       | 9             | 40:14.0   | +1:40.4     | 16    |
| Марина Піллер                                                              | 30 км вільним стилем, жінки      | Н/Д             | Н/Д             | Н/Д           | Н/Д           | 1:14:44.7 | +3:39.5     | 25    |
| Еліза Брокард Вірджинія Де Мартін Топранін Іларія Дебертоліс Марина Піллер | Естафета 4×5 км                  | Н/Д             | Н/Д             | Н/Д           | Н/Д           | 55:19.9   | +2:17.2     | 8     |

Спринт
| Спортсмен                         | Дисципліна                  | Кваліфікація | Кваліфікація | Чвертьфінал | Чвертьфінал | Півфінал   | Півфінал   | Фінал      | Фінал      |
| Спортсмен                         | Дисципліна                  | Час          | Місце        | Час         | Місце       | Час        | Місце      | Час        | Місце      |
| --------------------------------- | --------------------------- | ------------ | ------------ | ----------- | ----------- | ---------- | ---------- | ---------- | ---------- |
| Давід Гофер                       | спринт, чоловіки            | 3:35.68      | 18 Q         | 3:44.87     | 3           | не пройшов | не пройшов | не пройшов | не пройшов |
| Енріко Ніцці                      | спринт, чоловіки            | 3:40.89      | 44           | не пройшов  | не пройшов  | не пройшов | не пройшов | не пройшов | не пройшов |
| Дітмар Неклер                     | спринт, чоловіки            | 3:40.27      | 37           | не пройшов  | не пройшов  | не пройшов | не пройшов | не пройшов | не пройшов |
| Федеріко Пеллегріно               | спринт, чоловіки            | 3:30.38      | 3 Q          | 3:43.97     | 1 Q         | 3:55.99    | 6          | не пройшов | не пройшов |
| Дітмар Неклер Федеріко Пеллегріно | командний спринт (чоловіки) | Н/Д          | Н/Д          | Н/Д         | Н/Д         | 23:58.12   | 5          | не пройшли | не пройшли |
| Іларія Дебертоліс                 | спринт, жінки               | 2:40.29      | 32           | не пройшла  | не пройшла  | не пройшла | не пройшла | не пройшла | не пройшла |
| Грета Лоран                       | спринт, жінки               | 2:36.30      | 16 Q         | 2:52.07     | 6           | не пройшла | не пройшла | не пройшла | не пройшла |
| Гая Вюріх                         | спринт, жінки               | 2:35.81      | 13 Q         | 2:35.65     | 3 q         | 2:36.87    | 3          | не пройшла | не пройшла |
| Іларія Дебертоліс Гая Вюріх       | командний спринт, жінки     | Н/Д          | Н/Д          | Н/Д         | Н/Д         | 17:35.98   | 7          | не пройшли | не пройшли |

## Санний спорт
| Спортсмени                                                        | Змагання                 | Заїзд 1 | Заїзд 1 | Заїзд 2 | Заїзд 2 | Заїзд 3 | Заїзд 3 | Заїзд 4 | Заїзд 4 | Загалом  | Загалом | Загалом |
| Спортсмени                                                        | Змагання                 | Час     | Місце   | Час     | Місце   | Час     | Місце   | Час     | Місце   | Час      | Місце   |         |
| ----------------------------------------------------------------- | ------------------------ | ------- | ------- | ------- | ------- | ------- | ------- | ------- | ------- | -------- | ------- | ------- |
| Домінік Фішналлер                                                 | одномісні сани, чоловіки | 52.729  | 9       | 52.540  | 5       | 52.007  | 5       | 52.203  | 11      | 3:29.479 | 6       |         |
| Емануель Рідер                                                    | одномісні сани, чоловіки | 52.981  | 17      | 52.875  | 17      | 52.578  | 22      | 52.511  | 19      | 3:30.945 | 19      |         |
| Армін Цеггелер                                                    | одномісні сани, чоловіки | 52.506  | 3       | 52.387  | 3       | 51.910  | 3       | 51.994  | 3       | 3:28.797 | 3       |         |
| Патрик Ґрубер Крістіан Оберштольц                                 | двомісні сани, чоловіки  | 49.976  | 7       | 50.043  | 8       | Н/Д     | Н/Д     | Н/Д     | Н/Д     | 1:40.019 | 6       |         |
| Патрік Растнер Людвіг Рідер                                       | двомісні сани, чоловіки  | 50.064  | 8       | 49.975  | 5       | Н/Д     | Н/Д     | Н/Д     | Н/Д     | 1:40.039 | 7       |         |
| Сандра Ґаспаріні                                                  | одномісні сани, жінки    | 51.032  | 14      | 50.803  | 14      | 50.959  | 14      | 50.962  | 15      | 3:23.756 | 14      |         |
| Сандра Робатшер                                                   | одномісні сани, жінки    | 51.589  | 23      | 50.981  | 17      | 51.678  | 23      | 51.258  | 19      | 3:25.506 | 22      |         |
| Андреа Вьоттер                                                    | одномісні сани, жінки    | 50.937  | 12      | 51.592  | 27      | 51.420  | 20      | 51.290  | 20      | 3:25.239 | 19      |         |
| Сандра Ґаспаріні Патрик Ґрубер Крістіан Оберштольц Армін Цеггелер | змішана естафета         | 54.823  | 6       | 56.039  | 3       | 56.558  | 6       | Н/Д     | Н/Д     | 2:47.420 | 5       |         |

## Скелетон
| Спортсмени     | Змагання | Заїзд 1 | Заїзд 1 | Заїзд 2 | Заїзд 2 | Заїзд 3 | Заїзд 3 | Заїзд 4 | Заїзд 4 | Загалом | Загалом | Загалом |
| Спортсмени     | Змагання | Час     | Місце   | Час     | Місце   | Час     | Місце   | Час     | Місце   | Час     | Місце   |         |
| -------------- | -------- | ------- | ------- | ------- | ------- | ------- | ------- | ------- | ------- | ------- | ------- | ------- |
| Мавріціо Ойолі | чоловіки | 57.69   | 16      | 57.27   | 16      | 57.85   | 19      | 57.87   | 18      | 3:50.68 | 19      |         |

## Сноубординг
Паралельний слалом
| Спортсмен         | Дисципліна                                | Кваліфікація    | Кваліфікація    | 1/16                         | Чвертьфінал                  | Півфінал                    | Фінал                        | Фінал      |
| Спортсмен         | Дисципліна                                | Час             | Місце           | Суперник Час                 | Суперник Час                 | Суперник Час                | Суперник Час                 | Місце      |
| ----------------- | ----------------------------------------- | --------------- | --------------- | ---------------------------- | ---------------------------- | --------------------------- | ---------------------------- | ---------- |
| Майнгард Ерлахер  | паралельний гігантський слалом (чоловіки) | дискваліфікація | дискваліфікація | не пройшов                   | не пройшов                   | не пройшов                  | не пройшов                   | не пройшов |
| Майнгард Ерлахер  | паралельний слалом (чоловіки)             | 1:00.62         | 25              | не пройшов                   | не пройшов                   | не пройшов                  | не пройшов                   | не пройшов |
| Роланд Фішналлер  | паралельний гігантський слалом (чоловіки) | 1:40.48         | 18              | не пройшов                   | не пройшов                   | не пройшов                  | не пройшов                   | не пройшов |
| Роланд Фішналлер  | паралельний слалом (чоловіки)             | 59.43           | 9 Q             | Каспар Флюч (SUI) W −0.11    | Вік Вайлд (RUS) L +0.52      | не пройшов                  | не пройшов                   | не пройшов |
| Аарон Марч        | паралельний гігантський слалом (чоловіки) | дискваліфікація | дискваліфікація | не пройшов                   | не пройшов                   | не пройшов                  | не пройшов                   | не пройшов |
| Аарон Марч        | паралельний слалом (чоловіки)             | 59.44           | 11              | Симон Шох (SUI) W DSQ        | Лукас Матієс (AUT) W −0.29   | Жан Кошир (SLO) L DSQ       | Беньямін Карл (AUT) L +16.25 | 4          |
| Крістоф Мік       | паралельний гігантський слалом (чоловіки) | 1:48.25         | 28              | не пройшов                   | не пройшов                   | не пройшов                  | не пройшов                   | не пройшов |
| Крістоф Мік       | паралельний слалом (чоловіки)             | 1:00.22         | 20              | не пройшов                   | не пройшов                   | не пройшов                  | не пройшов                   | не пройшов |
| Корінна Боккачіні | паралельний гігантський слалом (жінки)    | 1:51.85         | 16 Q            | Такеуті Томока (JPN) L +1.93 | не пройшла                   | не пройшла                  | не пройшла                   | не пройшла |
| Корінна Боккачіні | паралельний слалом (жінки)                | 1:04.96         | 8 Q             | Клаудія Ріглер (AUT) W −2.78 | Маріон Крайнер (AUT) W −0.05 | Юлія Дуймовіц (AUT) L +5.18 | Амелі Кобер (GER) L +0.13    | 4          |
| Надя Очнер        | паралельний гігантський слалом (жінки)    | 1:59.88         | 26              | не пройшла                   | не пройшла                   | не пройшла                  | не пройшла                   | не пройшла |
| Надя Очнер        | паралельний слалом (жінки)                | 1:05.79         | 22              | не пройшла                   | не пройшла                   | не пройшла                  | не пройшла                   | не пройшла |

Сноубордкрос
| Спортсмен          | Дисципліна | Посів   | Посів | 1/8          | Чвертьфінал | Півфінал        | Фінал         | Фінал      |
| Спортсмен          | Дисципліна | Час     | Місце | Позиція      | Позиція     | Позиція         | Позиція       | Місце      |
| ------------------ | ---------- | ------- | ----- | ------------ | ----------- | --------------- | ------------- | ---------- |
| Томмазо Леоні      | чоловіки   | CAN     | CAN   | 3 Q          | DSQ         | не пройшов      | не пройшов    | =21        |
| Лука Маттеотті     | чоловіки   | CAN     | CAN   | 3 Q          | 3 Q         | 3 FA            | 6             | 6          |
| Емануель Ператонер | чоловіки   | CAN     | CAN   | не стартував | не пройшов  | не пройшов      | не пройшов    | не пройшов |
| Омар Візінтін      | чоловіки   | CAN     | CAN   | 2 Q          | 2 Q         | не фінішував FB | DNS           | 12         |
| Рафаелла Брутто    | жінки      | 1:25.11 | 18    | Н/Д          | 4           | не пройшла      | не пройшла    | 16         |
| Мікела Мойолі      | жінки      | 1:24.72 | 16    | Н/Д          | 2 Q         | 3 FA            | не фінішувала | 6          |

FA – кваліфікація до медального раунду; FB – кваліфікація до втішного раунду

## Стрибки з трампліна
| Спортсменка         | Дисципліна                     | Кваліфікація | Кваліфікація | Кваліфікація | Перший раунд    | Перший раунд    | Перший раунд    | Фінал      | Фінал      | Фінал      | Загалом    | Загалом    |
| Спортсменка         | Дисципліна                     | Відстань     | Бали         | Місце        | Відстань        | Бали            | Місце           | Відстань   | Бали       | Місце      | Бали       | Місце      |
| ------------------- | ------------------------------ | ------------ | ------------ | ------------ | --------------- | --------------- | --------------- | ---------- | ---------- | ---------- | ---------- | ---------- |
| Давіде Бресадола    | нормальний трамплін (чоловіки) | 90.5         | 104.3        | 38 Q         | дискваліфікація | дискваліфікація | дискваліфікація | не пройшов | не пройшов | не пройшов | не пройшов | не пройшов |
| Давіде Бресадола    | великий трамплін (чоловіки)    | 115.0        | 83.9         | 41           | не пройшов      | не пройшов      | не пройшов      | не пройшов | не пройшов | не пройшов | не пройшов | не пройшов |
| Себастьян Коллоредо | нормальний трамплін (чоловіки) | 97.0         | 116.9        | 11 Q         | 97.0            | 118.9           | 29 Q            | 94.0       | 113.7      | 27         | 232.6      | 28         |
| Себастьян Коллоредо | великий трамплін (чоловіки)    | 124.0        | 104.1        | 22 Q         | 130.5           | 116.7           | 26 Q            | 124.5      | 102.9      | 30         | 219.6      | 30         |
| Роберто Делласега   | нормальний трамплін (чоловіки) | 89.5         | 96.4         | 44           | не пройшов      | не пройшов      | не пройшов      | не пройшов | не пройшов | не пройшов | не пройшов | не пройшов |
| Роберто Делласега   | великий трамплін (чоловіки)    | 112.0        | 68.9         | 50           | не пройшов      | не пройшов      | не пройшов      | не пройшов | не пройшов | не пройшов | не пройшов | не пройшов |
| Евелін Інсам        | нормальний трамплін (жінки)    | Н/Д          | Н/Д          | Н/Д          | 98.0            | 120.5           | 4               | 99.0       | 121.7      | 4          | 242.2      | 5          |
| Елена Рунггальдьє   | нормальний трамплін (жінки)    | Н/Д          | Н/Д          | Н/Д          | 85.0            | 86.2            | 29              | 88.0       | 93.4       | 28         | 179.6      | 29         |

## Фігурне катання
| Змагання                  | Спортсмени                         | Коротка програма | Коротка програма | Довільна програма | Довільна програма | Підсумок | Підсумок |
| Змагання                  | Спортсмени                         | Бали             | Місце            | Бали              | Місце             | Бали     | Місце    |
| ------------------------- | ---------------------------------- | ---------------- | ---------------- | ----------------- | ----------------- | -------- | -------- |
| Чоловіче одиночне катання | Пол Боніфаціо Паркінсон            | 56.30            | 27               | не кваліфікувався | не кваліфікувався | 56.30    | 27       |
| Жіноче одиночне катання   | Кароліна Костнер                   | 74.12            | 3 Q              | 142.61            | 4                 | 216.73   | 3        |
| Жіноче одиночне катання   | Валентина Маркеї                   | 57.02            | 12 Q             | 116.31            | 10                | 173.33   | 11       |
| Спортивні пари            | Стефанія Бертон/Ондржей Готарек    | 63.57            | 11               | 115.51            | 10                | 179.08   | 11       |
| Спортивні пари            | Ніколь делла Моніка/Маттео Гуарізе | 51.64            | 16               | 86.22             | 16                | 137.86   | 16       |
| Танці на льоду            | Анна Каппелліні / Лука Ланотте     | 67.58            | 6 Q              | 101.92            | 7                 | 169.50   | 6        |
| Танці на льоду            | Шарлін Гіньяр / Марко Фаббрі       | 58.14            | 15 Q             | 86.64             | 14                | 144.78   | 14       |

Командні змагання
| Змагання         | Спортсмени | Коротка програма | Коротка програма | Коротка програма | Коротка програма | Коротка програма | Коротка програма | Коротка програма | Коротка програма | Результат | Результат | Довільна програма | Довільна програма | Довільна програма | Довільна програма | Довільна програма | Довільна програма | Довільна програма | Довільна програма | Результат | Результат |
| Змагання         | Спортсмени | Ч                | Бали             | Ж                | Бали             | П                | Бали             | Т                | Бали             | Сума      | Місце     | Ч                 | Бали              | Ж                 | Бали              | П                 | Бали              | Т                 | Бали              | Сума      | Місце     |
| ---------------- | --- | ---------------- | ---------------- | ---------------- | ---------------- | ---------------- | ---------------- | ---------------- | ---------------- | --------- | --------- | ----------------- | ----------------- | ----------------- | ----------------- | ----------------- | ----------------- | ----------------- | ----------------- | --------- | --------- |
| Командне катання | Пол Боніфаціо Паркінсон Стефанія Бертон/Ондржей Готарек Анна Каппелліні/Лука Ланотте Кароліна Костнер Валентина Маркеї Шарлін Гіньяр / Марко Фаббрі | 53.94            | 1                | 70.84            | 9                | 70.31            | 7                | 64.92            | 6                | 23 Q      | 5         | 121.23            | 6                 | 112.51            | 8                 | 120.82            | 8                 | 81.25             | 7                 | 52        | 4         |

## Фристайл
Могул
| Спортсмен      | Дисципліна | Кваліфікація | Кваліфікація | Кваліфікація | Кваліфікація | Кваліфікація | Кваліфікація | Кваліфікація | Кваліфікація | Фінал      | Фінал      | Фінал      | Фінал      | Фінал      | Фінал      | Фінал      | Фінал      | Фінал      | Фінал      | Фінал      | Фінал      |
| Спортсмен      | Дисципліна | Спуск 1      | Спуск 1      | Спуск 1      | Спуск 1      | Спуск 2      | Спуск 2      | Спуск 2      | Спуск 2      | Спуск 1    | Спуск 1    | Спуск 1    | Спуск 1    | Спуск 2    | Спуск 2    | Спуск 2    | Спуск 2    | Спуск 3    | Спуск 3    | Спуск 3    | Спуск 3    |
| Спортсмен      | Дисципліна | Час          | Бали         | Час          | Бали         | Час          | Бали         | Разом        | Місце        | Час        | Бали       | Разом      | Місце      | Час        | Бали       | Разом      | Місце      | Час        | Бали       | Разом      | Місце      |
| -------------- | ---------- | ------------ | ------------ | ------------ | ------------ | ------------ | ------------ | ------------ | ------------ | ---------- | ---------- | ---------- | ---------- | ---------- | ---------- | ---------- | ---------- | ---------- | ---------- | ---------- | ---------- |
| Джакомо Матіз  | чоловіки   | 26.48        | 15.1         | 20.61        | 14           | 26.64        | 13.66        | 19.1         | 11           | не пройшов | не пройшов | не пройшов | не пройшов | не пройшов | не пройшов | не пройшов | не пройшов | не пройшов | не пройшов | не пройшов | не пройшов |
| Дебора Сканціо | жінки      | 30.56        | 14.20        | 20.02        | 13           | 31.04        | 15.38        | 21.01        | 2 Q          | 29.94      | 14.05      | 20.12      | 12 Q       | 29.59      | 13.86      | 20.07      | 11         | не пройшла | не пройшла | не пройшла | не пройшла |

Слоупстайл
| Спортсмени       | Дисципліна | Кваліфікація | Кваліфікація | Кваліфікація | Кваліфікація | Фінал      | Фінал      | Фінал      | Фінал      | Фінал |
| Спортсмени       | Дисципліна | Спуск 1      | Спуск 2      | Найкращий    | Місце        | Спуск 1    | Спуск 2    | Спуск 3    | Місце      |       |
| ---------------- | ---------- | ------------ | ------------ | ------------ | ------------ | ---------- | ---------- | ---------- | ---------- | ----- |
| Маркус Едер      | чоловіки   | 11.80        | 79.00        | 79.00        | 15           | не пройшов | не пройшов | не пройшов | не пройшов |       |
| Сільвія Бертанья | жінки      | 70.60        | 11.80        | 70.60        | 12 Q         | 69.60      | 21.80      | 69.60      | 8          |       |

## Шорт-трек
| Спортсмен                                                                            | Дисципліна                | Попередній заїзд | Попередній заїзд | Чвертьфінал   | Чвертьфінал   | Півфінал   | Півфінал   | Фінал      | Фінал      |
| Спортсмен                                                                            | Дисципліна                | Час              | Місце            | Час           | Місце         | Час        | Місце      | Час        | Місце      |
| ------------------------------------------------------------------------------------ | ------------------------- | ---------------- | ---------------- | ------------- | ------------- | ---------- | ---------- | ---------- | ---------- |
| Юрі Конфортола                                                                       | 500 м (чоловіки)          | 42.042           | 3                | не пройшов    | не пройшов    | не пройшов | не пройшов | не пройшов | 21         |
| Юрі Конфортола                                                                       | 1000 м (чоловіки)         | 1:26.956         | 2 Q              | 1:25.428      | 4             | не пройшов | не пройшов | не пройшов | 15         |
| Юрі Конфортола                                                                       | 1500 м (чоловіки)         | 2:14.143         | 2 Q              | Н/Д           | Н/Д           | 2:19.086   | 5          | не пройшов | 14         |
| Томмазо Дотті                                                                        | 1500 м (чоловіки)         | 2:17.300         | 5                | Н/Д           | Н/Д           | не пройшов | не пройшов | не пройшов | 27         |
| Anthony Lobello, Jr.                                                                 | 500 м (чоловіки)          | 42.133           | 4                | не пройшов    | не пройшов    | не пройшов | не пройшов | не пройшов | 25         |
| Юрі Конфортола Томмазо Дотті Ентоні Лобелло молодший Нікола Родігарі Давіде Віскарді | естафета, чоловіки        | Н/Д              | Н/Д              | Н/Д           | Н/Д           | 6:45.253   | 3 FB       | 6:44.904   | 8          |
| Аріанна Фонтана                                                                      | 500 м (жінки)             | 43.568           | 1 Q              | 43.405        | 1 Q           | 43.642     | 2 Q        | 51.250     | 2          |
| Аріанна Фонтана                                                                      | 1000 м (жінки)            | 1:32.983         | 1 Q              | пенальті      | пенальті      | не пройшла | не пройшла | не пройшла | не пройшла |
| Аріанна Фонтана                                                                      | 1500 м (жінки)            | 2:29.645         | 1 Q              | Н/Д           | Н/Д           | 2:19.336   | 1 FA       | 2:19.416   | 3          |
| Лучія Перетті                                                                        | 1500 м (жінки)            | 2:22.953         | 4                | Н/Д           | Н/Д           | не пройшла | не пройшла | не пройшла | 20         |
| Мартіна Вальчепіна                                                                   | 500 м (жінки)             | 44.493           | 3                | не пройшла    | не пройшла    | не пройшла | не пройшла | не пройшла | 20         |
| Мартіна Вальчепіна                                                                   | 1000 м (жінки)            | 1:34.226         | 3 ADV            | не стартувала | не стартувала | не пройшла | не пройшла | не пройшла | 23         |
| Мартіна Вальчепіна                                                                   | 1500 м (жінки)            | 2:27.212         | 4                | Н/Д           | Н/Д           | не пройшла | не пройшла | не пройшла | 23         |
| Елена Вів'яні                                                                        | 500 м (жінки)             | 44.623           | 4                | не пройшла    | не пройшла    | не пройшла | не пройшла | не пройшла | 26         |
| Елена Вів'яні                                                                        | 1000 м (жінки)            | 1:33.352         | 4                | не пройшла    | не пройшла    | не пройшла | не пройшла | не пройшла | 27         |
| Аріанна Фонтана Лучія Перетті Мартіна Вальчепіна Елена Вів'яні                       | естафета на 3000 м, жінки | Н/Д              | Н/Д              | Н/Д           | Н/Д           | 4:11.282   | 2 FA       | 4:14.014   | 3          |

Qualification legend: ADV – просунутий через те, що йому перешкоджає інший фігурист; FA – Кваліфікація до медального раунду; FB – Кваліфікація до втішного раунду; AA – Перехід до медального раунду через перешкоджання іншим фігуристом